# Spicheren
 Spicheren  es una comuna y población de Francia, en la región de Lorena, departamento de Mosela, en el distrito de Forbach y cantón de Stiring-Wendel.
Su población en el censo de 1999 era de 3.287 habitantes. Forma parte de la aglomeración urbana de Forbach.
Está integrada en la  Communauté d'agglomération de Forbach-Porte de France .

## Demografía
| 2 202 | 2 355 | 2 414 | 2 593 | 3 008 | 3 287 |
| Para los censos de 1962 a 1999 la población legal corresponde a la población sin duplicidades (Fuente: INSEE [Consultar]) |       |       |       |       |       |

- Datos: Q22756
- Multimedia: Spicheren / Q22756

1. ↑  Worldpostalcodes.org, código postal n.º 57350.
2. ↑  INSEE, Datos de población para el año 2012 de Spicheren (en francés).